# Taula de dibuix

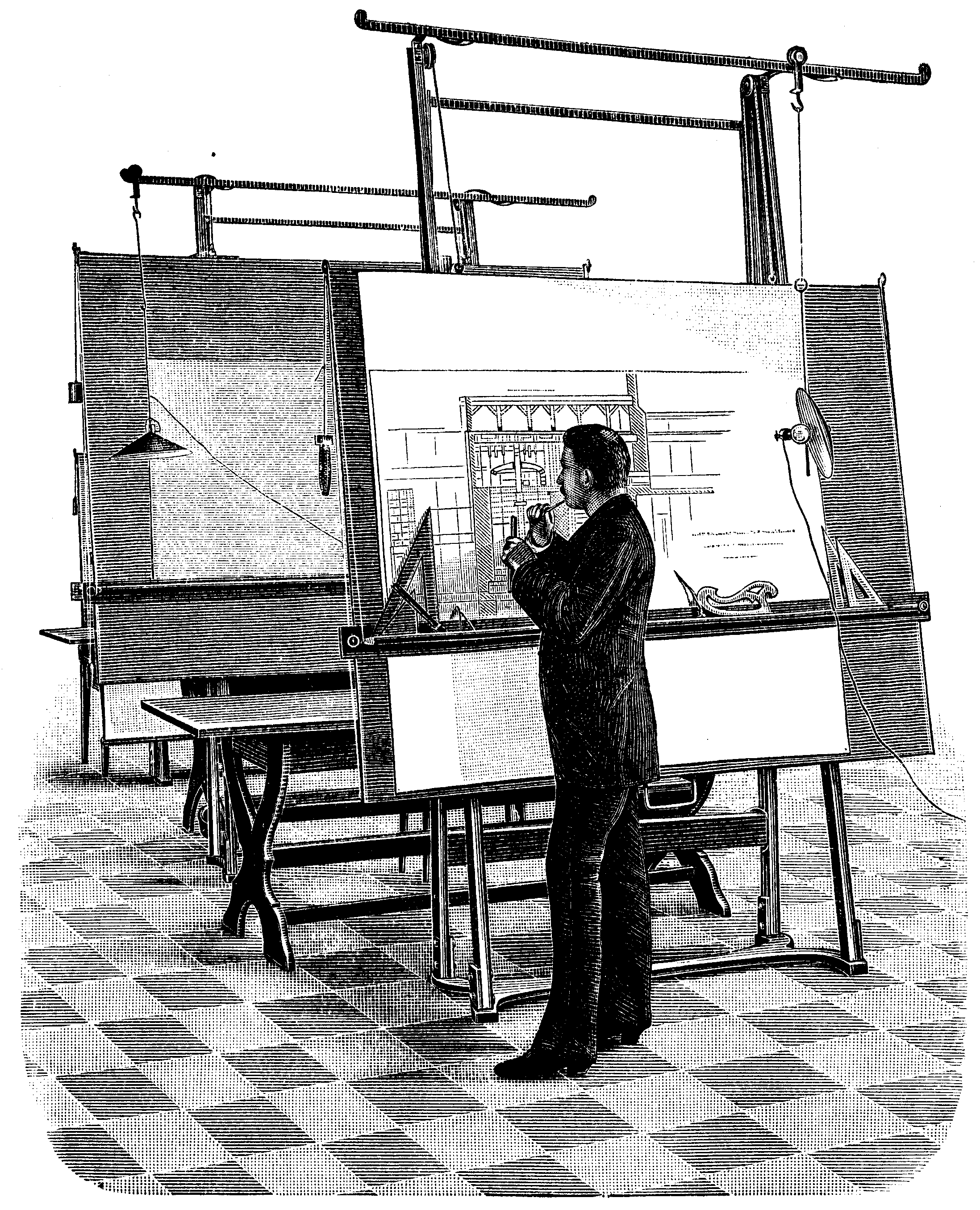
Taula de dibuix de finals del segle XIX

Una taula de dibuix o tauler de dibuix és una planxa de fusta o contraplacat (també metàl·lica o bé de plàstic) de diferents dimensions, estrictament rectangular, on es pot fixar un full de paper per fer un dibuix tècnic o artístic.

## Dibuix tècnic

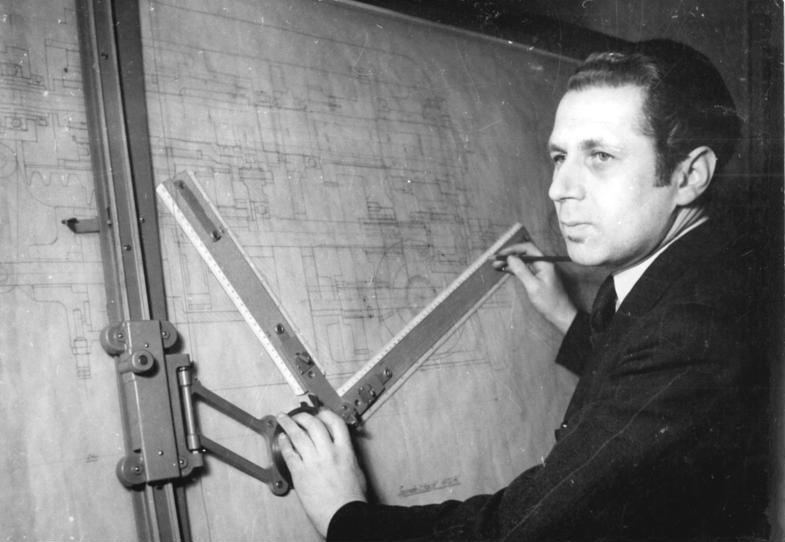
Ús del tecnígraf per a dibuix tècnic

Dins de l'entorn del dibuix tècnic o de l'arquitectura, substituït ara pel CAD o (DAO) i altres aplicacions informàtiques, el tauler de dibuix se li podia aplicar a les vores una T, mitjançant la qual es podien traçar línies rectes paral·leles o perpendiculars.
S'han comercialitzat taulers de dibuix de plàstic, que incorporen un sistema per a la fixació del paper i uns regles per traçar línies rectes paral·leles o perpendiculars, dedicats al gran públic de l'escola tècnica o d'aficionats.
El nivell més alt de la taula de dibuix és la "taula professional" amb l'alçada i la inclinació fàcilment ajustables amb un contrapès i un pedal que pot ser equipada amb un parallex com eina per dibuixar, utilitzat entre els dissenyadors i arquitectes abans de l'arribada dels ordinadors. El parallex és un regle de l'amplada de la taula aguantat en cada costat per uns cables de metall, que pot lliscar a voluntat fent línies estrictament paral·leles a les vores superior i inferior de la taula. Podem adaptar-hi un dispositiu que consisteix en un suport addicional d'angle recte, que es pot girar a voluntat segons l'angle desitjat, el que permet traçar línies paral·leles en totes direccions.
En altres dispositius en lloc del regle paral·lel, tenen un suport amb una mena d'aparell articulat anomenat tecnígraf que té dos regles en angle recte (muntats sobre una ròtula orientable) que es pot moure per tota la taula mantenint sempre la mateixa inclinació.

## Dibuix artístic
En el dibuix artístic, el tauler de dibuix serveix com suport per:
- Tècniques seques simples (llapis carbó pastel, etc.), en aquest cas el paper pot ser retinguts per cargols o clips de dibuix, la placa es col·loca sobre una taula, sobre els genolls de l'artista, o en un Cavallet.

- Tècniques humides (aquarel·la, guaix, etc.), en aquest cas el paper ha d'estar tens, completament fixat en la seva perifèria, amb cinta de paper o grapes, per tal que en assecar-se, tendeixi a quedar perfectament pla tot i l'acció de l'aquarel·la o les tintes que l'han mullat.